# 煥然壹居

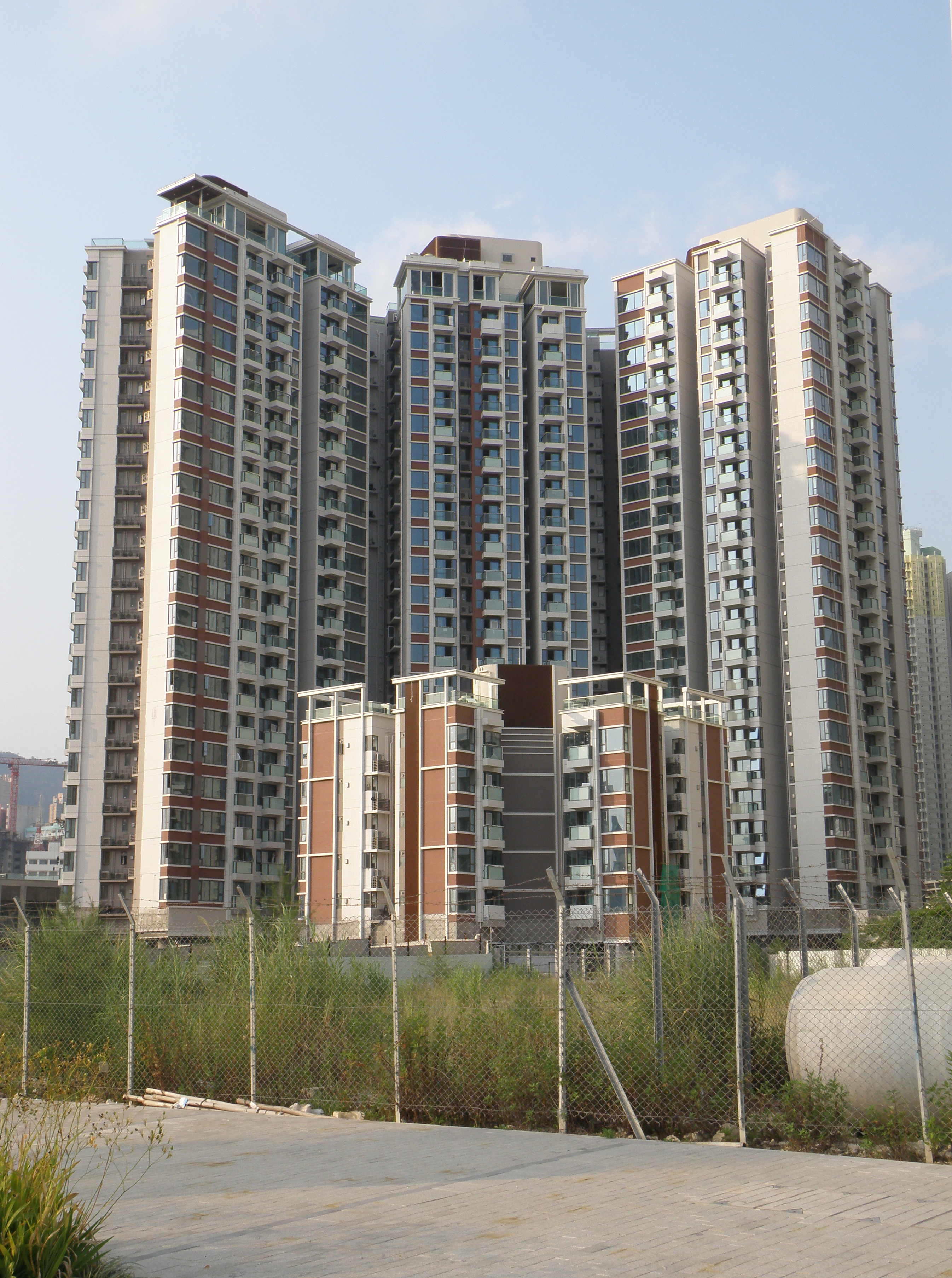
煥然壹居分為3幢高座及1幢低座大廈

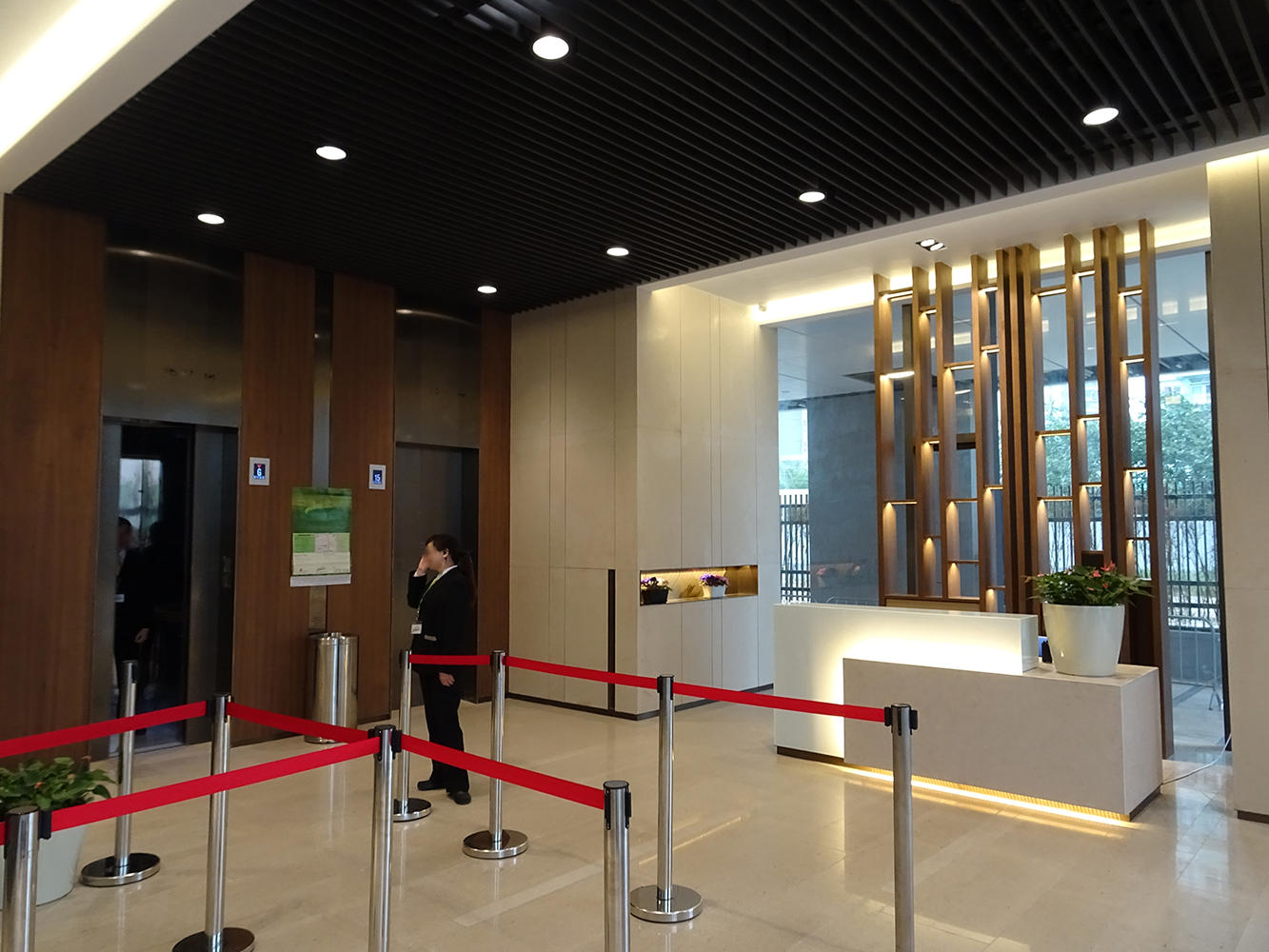
住宅大堂

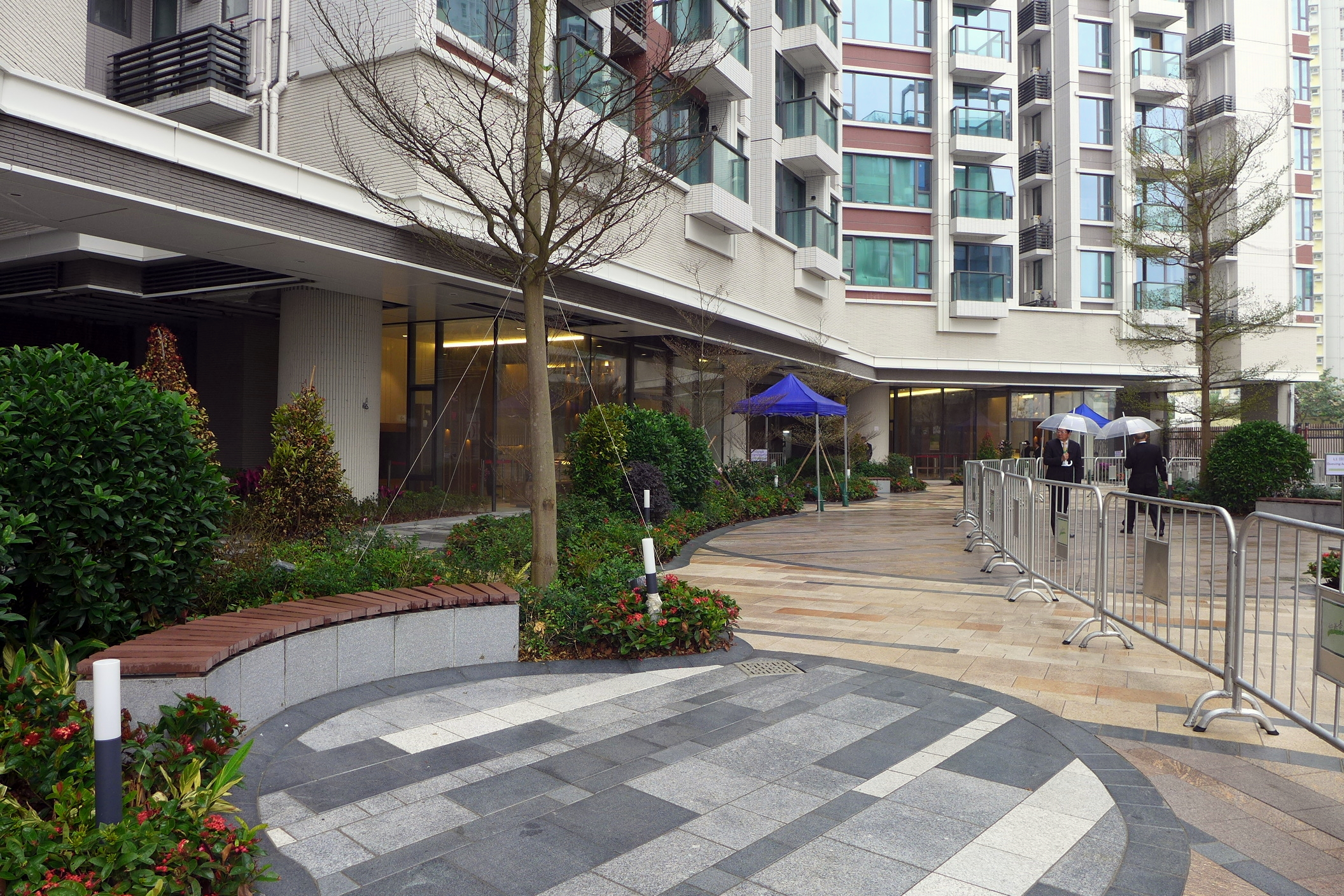
地面休憩空間

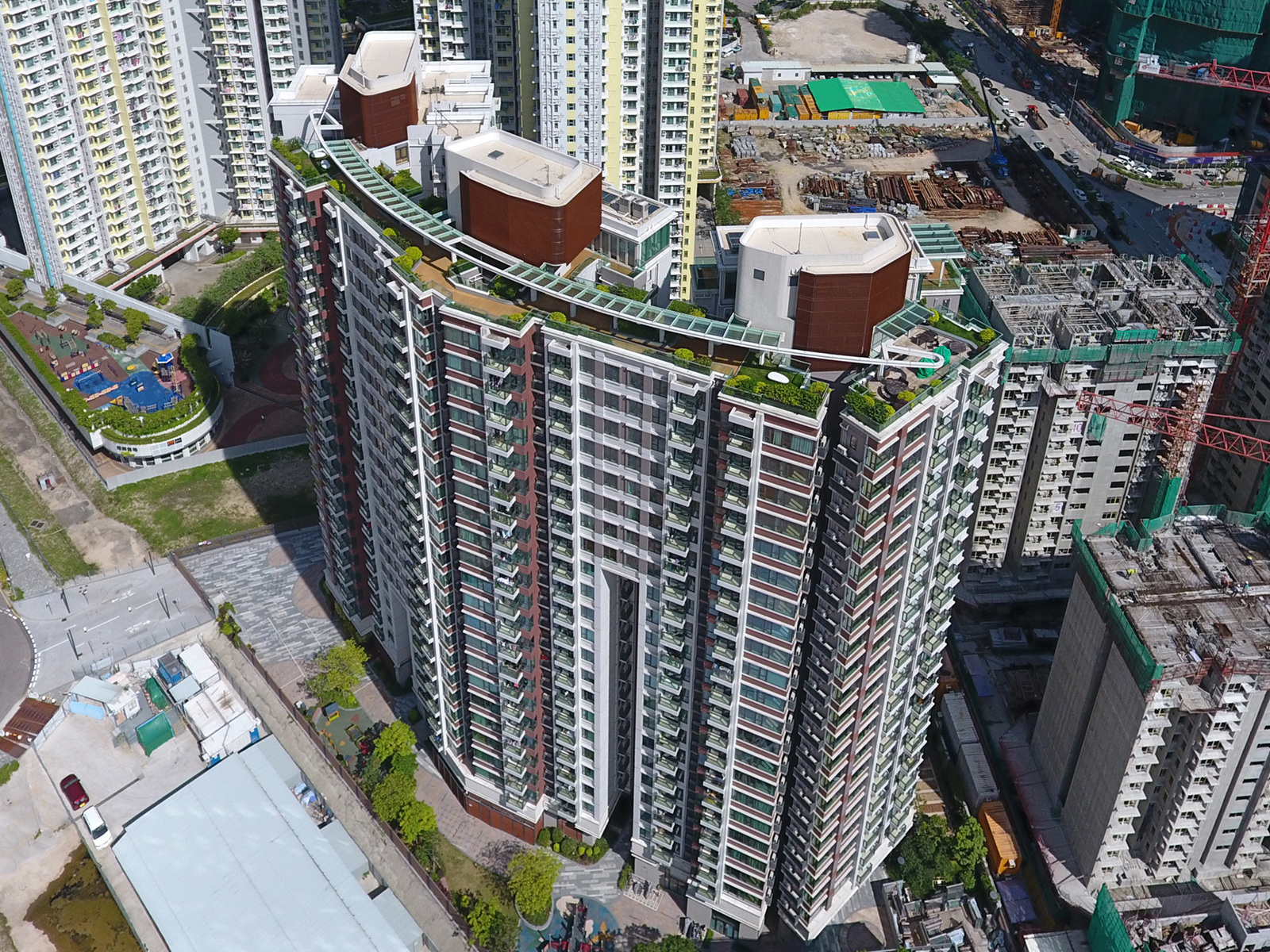
22樓設一條佔地過萬呎的天空觀景長廊，並設有多項設施

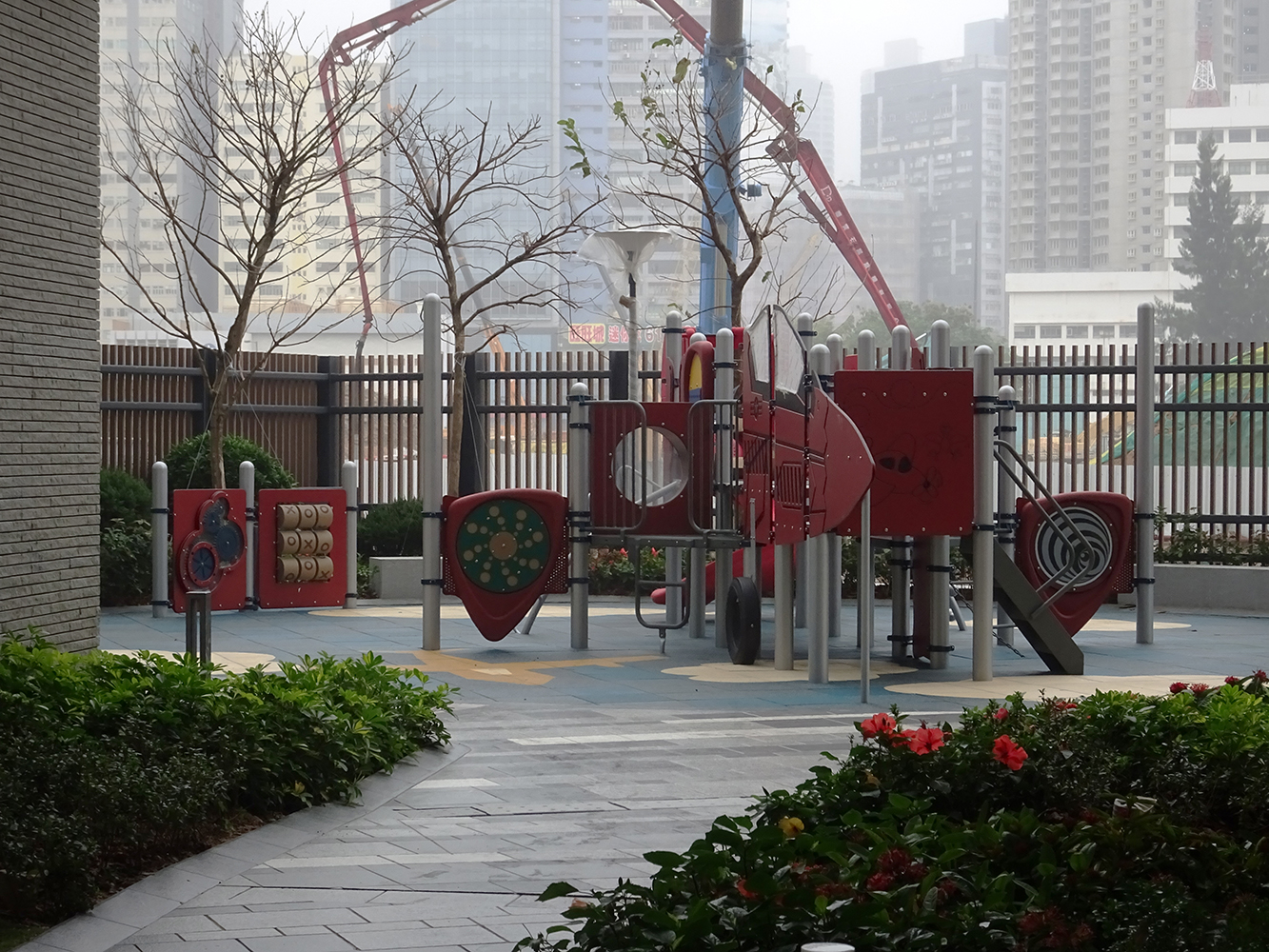
遊樂場

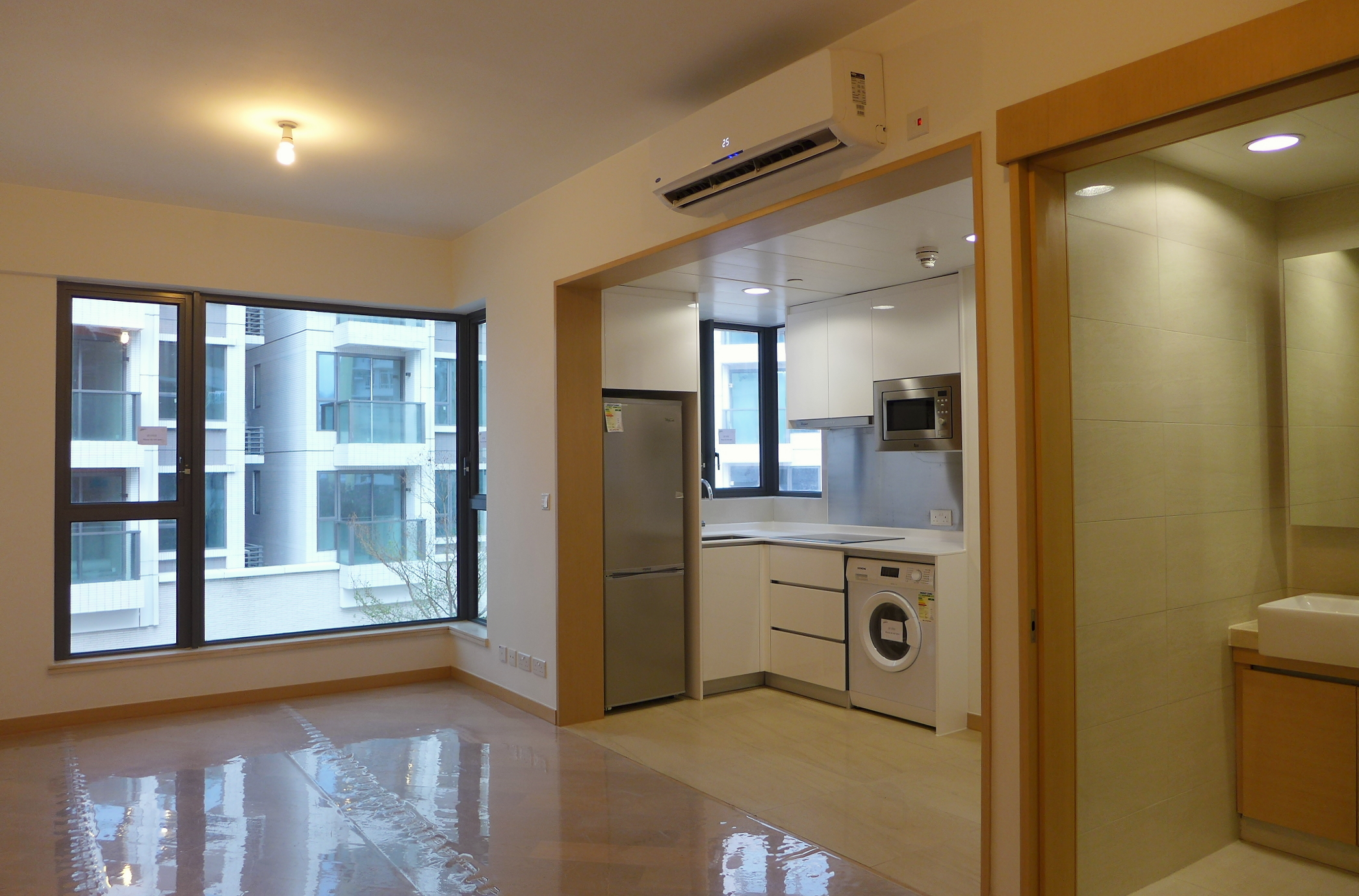
煥然壹居開放式單位，可見廚房並無防煙門阻隔

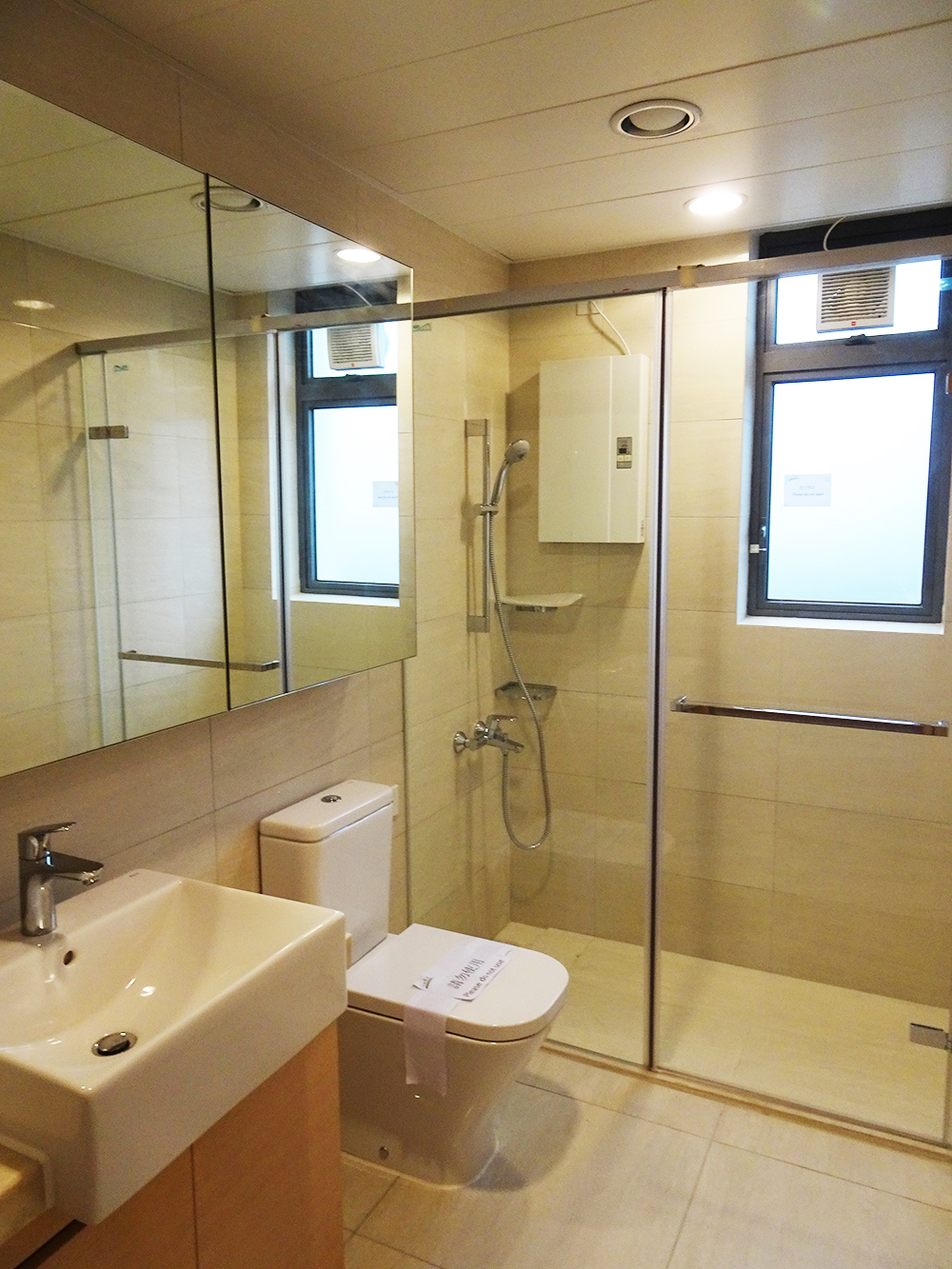
煥然壹居單位廁所

煥然壹居（英語：De Novo）為香港市區重建局首個自行發展的住宅項目，位於香港九龍九龍城啟德發展區沐翠街3號，毗鄰啟朗苑、啟德一號及德朗邨，有3幢高座（H1、H2及H3）及1幢低座（L1）的住宅樓宇，以私人樓宇標準興建，合共提供約484個單位，單位實用面積約332至675平方呎不等，由呂元祥建築師事務所設計，總承建商為寶登建築，整個項目發展成本約為24億港元。項目於2016年6月落成，2016年首批樓換樓重建戶率先入伙。

## 歷史
「煥然壹居」原屬市區重建局首個自行興建的住宅項目，一個給予受重建項目影響的合資格住宅自住業主的「樓換樓」計劃，亦是自1990年原土地發展公司購入文禮閣第3座作「樓換樓」失敗後，相隔多年再推出的同類安置計劃。香港特首梁振英在2015年施政報告中提出有關增加資助出售房屋的政策綱領，市建局決定在啟德發展項目「煥然壹居」中，撥出約七成共338伙，作資助房屋銷售，同年12月市價八成出售，折扣後單位售價介乎340萬元至890萬元，於2016年1月初發售，而「煥然壹居」資助出售房屋計劃已於2016年5月20日結束。餘下的146伙則仍留作給予「樓換樓」計劃的合資格住宅自住業主。

## 單位
「煥然壹居」有3幢高座、1幢低座大廈，提供484個住宅單位，九成單位坐北向南，實用面積由332至675平方呎不等，當中以一房單位佔最多有224個，實用面積為444至476平方呎。8個是開放式，213個是1房單位，117個是2房單位，但3房約675方呎的大單位留作「樓換樓」安排。

## 設施
項目參考新加坡濱海灣金沙空中花園游泳池的設計，將3幢樓宇的高層天台「打通」，連接成一條佔地過萬呎、可遠眺維港景色的天空觀景長廊，並設有燒烤場地、健身室、多用途活動室及音樂室等。項目亦透過綠化設計，每年可減少17%耗電量，相等於每年節省約100萬元電費。

## 申請資格
「煥然壹居」申請門檻較新居屋及香港房屋協會的綠悠雅苑高。市建局指，申請人必須是香港永久性居民，亦放寬予單身人士申請，過去5年在香港沒有持有任何物業，亦未曾接受其他房屋資助。市建局不會預設特定的單身人士名額或揀樓的優先次序。入息上限為60,000港幣，資產上限為150萬元。市建局行政總監林濬坦言，近年社會有聲音指大學生未畢業申請資助房屋，今次冀初次置業的年輕家庭受惠。主席蘇慶和則指綠表者已受惠於公營房屋資助，「任何方案都總有人無份」。
市建局指，共接獲12685份申請表，取消重複和無效支票申請後，初步核對有12642份有效申請，合資格揀樓者有3068人，並且於3月2日舉行攪珠儀式。

## 銷情
在樓市吹淡風下，加上曾被誤會是居屋（部份申請者原以為是居屋價和有政府負起按揭擔保），結果「煥然壹居」銷售反應冷淡，最終只有167名單身申請人及156家庭申請者購樓，放棄比例高達九成，更試過一日有獲邀的申請人全部「甩底」。有2名申請人撻訂損手數十萬港元離場。由4月5日開始至5月20日，最終售出323個單位，當中52%為只准購買開放式或1房單位的單身申請者，開放式和1房單位亦全部售出。市建局指董事會稍後將決定合適方案處理剩餘逾600萬元以上的單位，直至該批單位可以2016年12月31日後以市價出售。
2017年4月27日，市區重建局以市價696.7萬至898萬元，每平方呎約15,043元至16,450元，或實用面積介乎442平方呎至562平方呎，包括一個一房單位及15個兩房單位，在公開市場售出16個「煥然壹居」的貨尾單位。

## 興建圖片庫

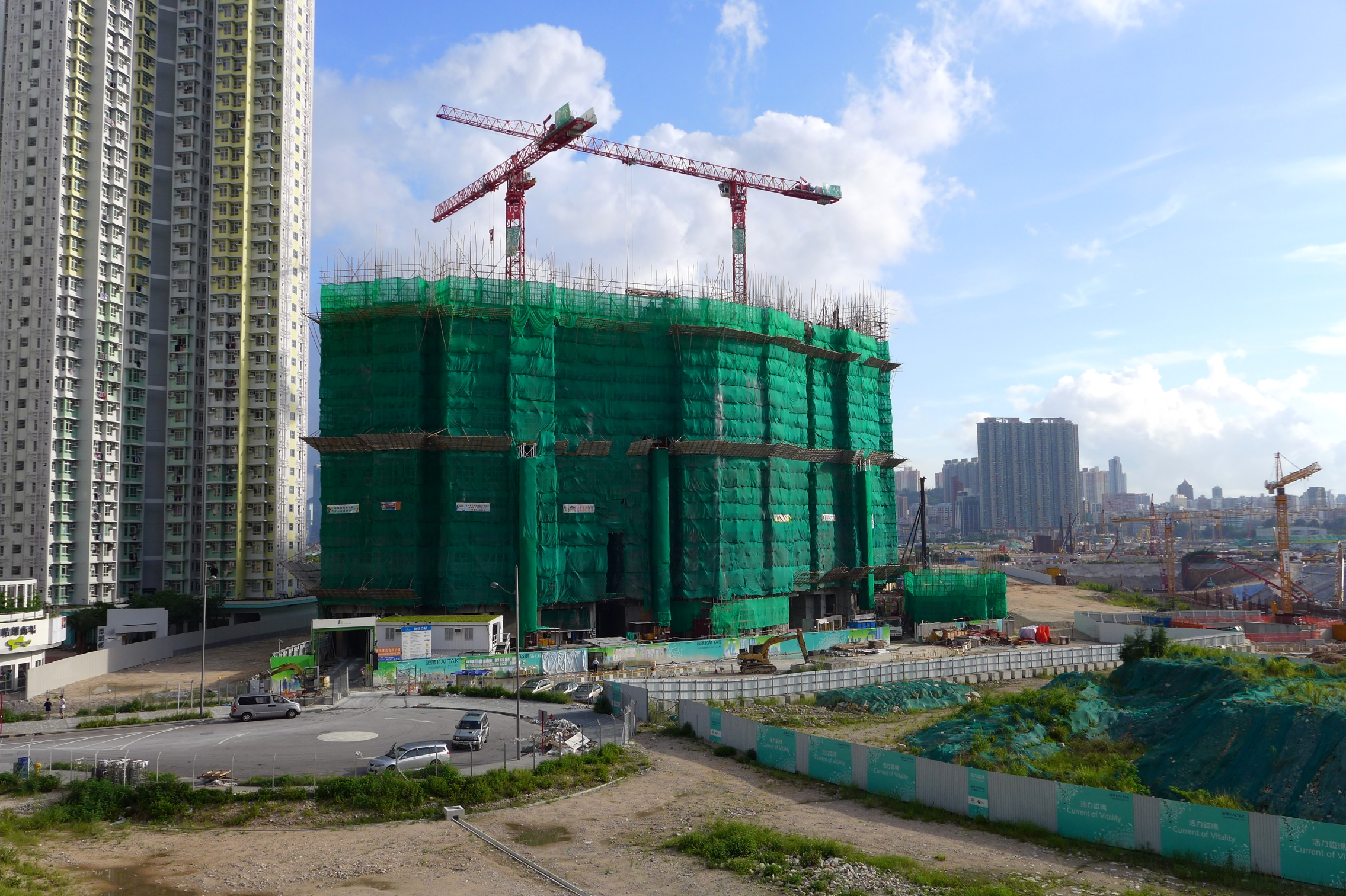
2014年6月
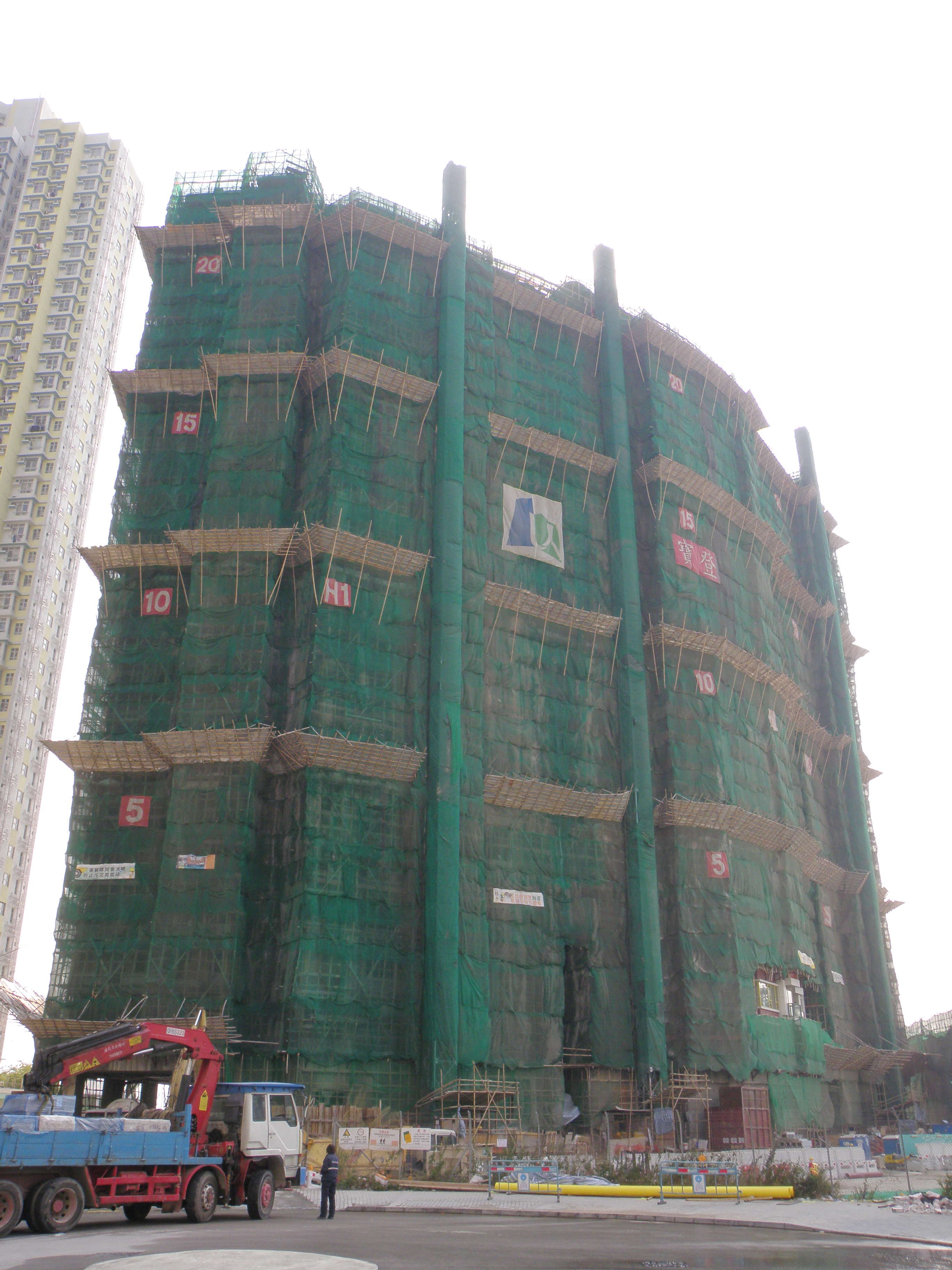
2015年2月
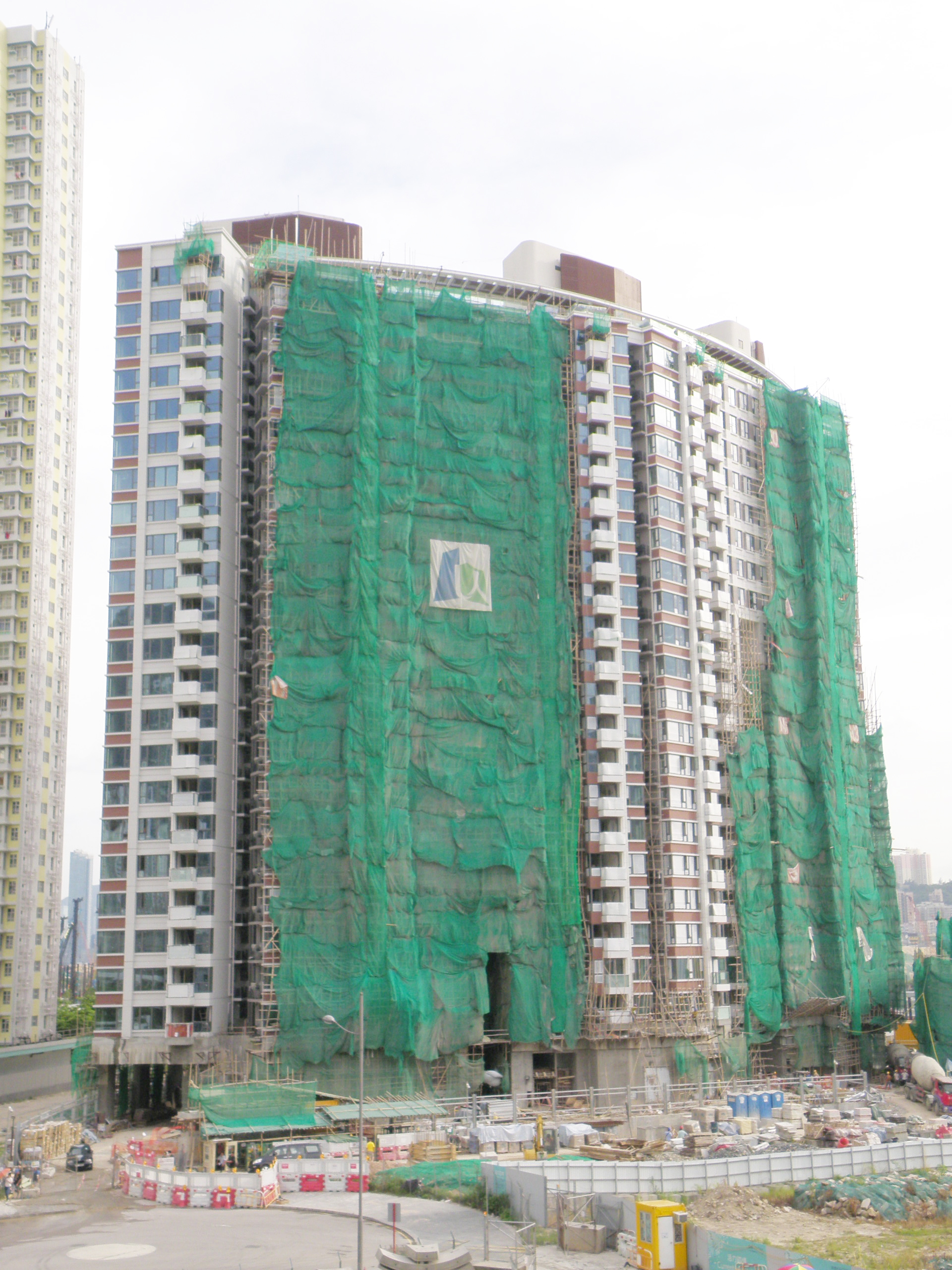
2015年7月4日
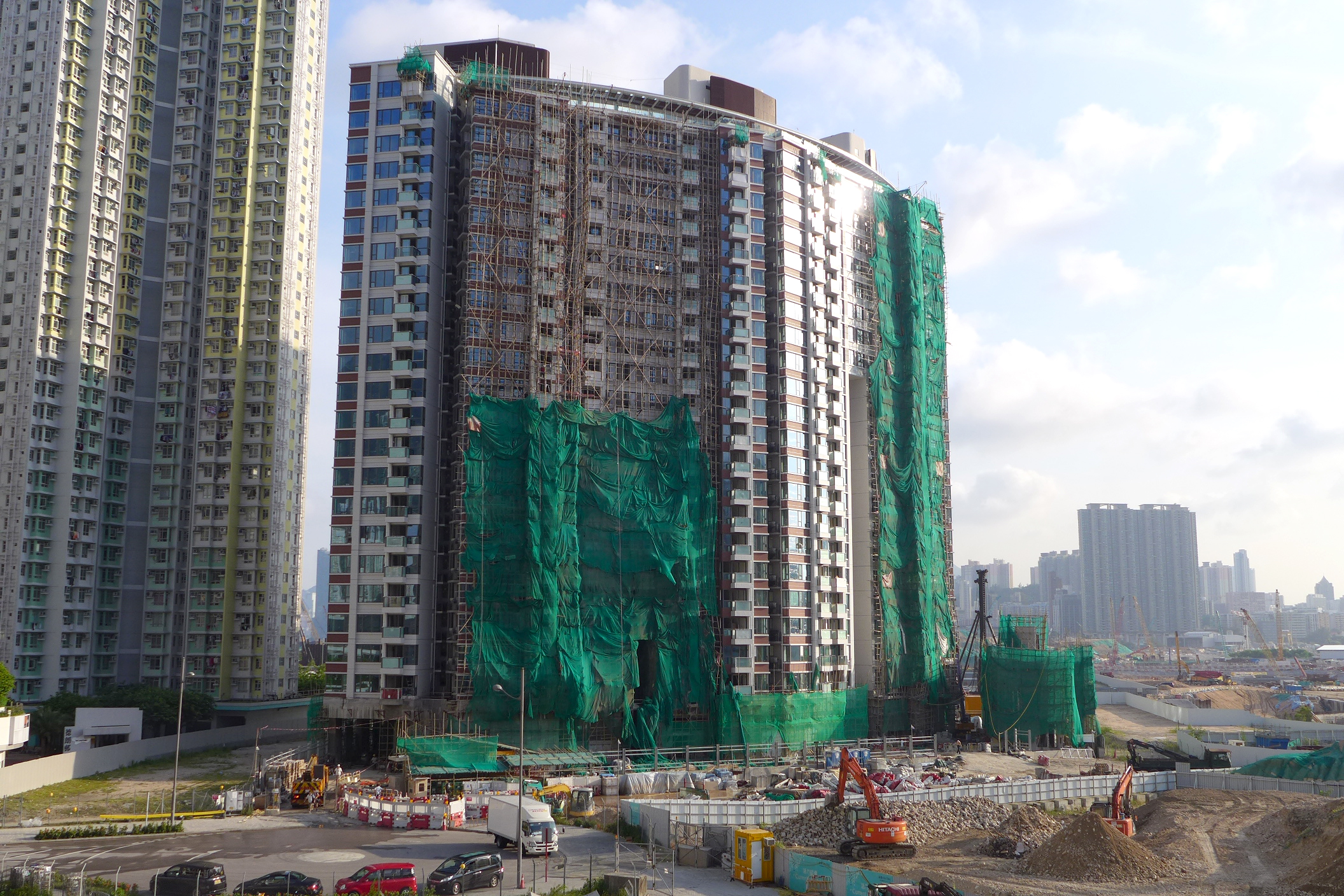
2015年7月18日

## 批評

### 一度不接受單身人士申請
對於市建局不接受單身人士申請，網民批評房屋政策完全沒有理會單身人士的感受，不少人因無法置業而未能結婚，認為應放寬讓單身者申請，以便結婚置業。有市民認為不容許綠表人士申請是不合理，因有助加強公屋流轉。到11月24日，市建局為免引起法律訴訟，放寬資助房屋項目「煥然壹居」的申請資格，單身人士都可以申請。不過，市建局未有在董事會上交代具體細節，包括單身人士的申請資格、獲分配的比例等。

### 單身申請人月薪上限達6萬元引爭議
2015年11月，市建局為免引起法律訴訟，放寬資助房屋項目「煥然壹居」的申請資格，單身人士都可以申請。不過單身申請人月薪上限達6萬元，不少人士批評以公帑資助他們置業。事件引起4名不同黨派的立法會議員兼市建局非執董聯署（民主黨胡志偉、民建聯蔣麗芸、公民黨郭榮鏗及工聯會麥美娟）要求召開特別會議重新討論該屋苑的申請資格，結果把單人申請者的入息限額下調至3.35萬元，順了"民意"，卻失去了本意，變成不淪不類的政策，令部份原本買得起的單身人抽不到, 部份抽中了的單身人卻買不起。 

### 市建局行政總監指「煥然壹居」事件屬「政治污染」
最終市建局雖下調將單人申請者的入息限額下調至3.35萬元，但市建局行政總監林濬在董事局昨日開會前，發電郵予所有董事，內容提及「煥然壹居」事件屬「政治污染」，等同香港大學副校長任命事件。市建局非執董胡志偉回應指，林濬以港大風波等同是次事件，比喻不倫，同時批評市建局借機密文件作擋箭牌，做法並不健康，亦非與時並進的限制，令公眾難以討論。

### 食水樣本疑含鉛超標
市建局在2015年指「煥然壹居」的水管以成本較高的銀焊料接駁，可杜絕鉛水問題。唯到2016年1月，有報章按照政府認可化驗所指示到單位抽取4個水樣本化驗，發現1個含鉛量達每公升水13微克，超標三成；另一樣本亦接近標準上限。而市建局發聲明指質疑傳媒檢驗不合標準。

### 市建局高層警告「煥然壹居」低收入業主恐變夾屋「樓蟹」
2016年1月，網媒《香港01》取得市建局董事會的內部電郵，發現行政總監林濬2015年11月底已預警，當樓市大幅逆轉時，一班成功中籤的低收入人士，極可能淪為「負資產」收場，市建局屆時很難不提供補助，這正是當年很多夾屋申請者變成負資產的狀況。

## 外部連結
- 煥然壹居官方網站（页面存档备份，存于）
- 市區重建局（页面存档备份，存于）